# Ivan Petlan
Ivan Petlan (* 1. února 1963 Uherské Hradiště) je český básník a překladatel. 

## Život
Na brněnské univerzitě vystudoval matematiku. Jako humanista překládá z angličtiny a románských jazyků (Paul Verlain, Luís de Camoes). Píše poezii, kde upřednostňuje krátké texty s přesnými metaforami a originálními rýmy. Zaměřuje se na poetismus a ironii s humorem. Publikuje časopisecky, knižně, ale také si oblíbil autorská čtení. Účastní se Letní filmové školy v Uherském Hradišti a literárních festivalů. 

## Překlady
- Edgar Allan Poe – 2009, Blanka Růžičková
- Tucet vzlyků: Dvanáct překladů a parafrází – 2017
- SMS – 2018
- Once Upon a Time – 2022

## Díla
- Co si myslí andělíček – 2004, Tomáš Lotocki
- Muž z Acapulca – 2009
- Setkání – 2009, Bogdan Trojak, Radek Malý, Pavel Kolmačka, Martin Černer
- (4) lety – 2014
- Ledva – 2023